# ZC3HAV1L
ZC3HAV1L (англ. Zinc finger CCCH-type containing, antiviral 1 like) – білок, який кодується однойменним геном, розташованим у людей на 7-й хромосомі. Довжина поліпептидного ланцюга білка становить 300 амінокислот, а молекулярна маса — 32 962.
| 10         |  | 20         |  | 30         |  | 40         |  | 50         |
| ---------- |  | ---------- |  | ---------- |  | ---------- |  | ---------- |
| MAEPTVCSFL |  | TKVLCAHGGR |  | MFLKDLRGHV |  | ELSEARLRDV |  | LQRAGPERFL |
| LQEVETQEGL |  | GDAEAEAAAG |  | AVGGGGTSAW |  | RVVAVSSVRL |  | CARYQRGECQ |
| ACDQLHFCRR |  | HMLGKCPNRD |  | CWSTCTLSHD |  | IHTPVNMQVL |  | KSHGLFGLNE |
| NQLRILLLQN |  | DPCLLPEVCL |  | LYNKGEALYG |  | YCNLKDKCNK |  | FHVCKSFVKG |
| ECKLQTCKRS |  | HQLIHAASLK |  | LLQDQGLNIP |  | SVVNFQIIST |  | YKHMKLHKML |
| ENTDNSSPST |  | EHSQGLEKQG |  | VHAAGAAEAG |  | PLASVPAQSA |  | KKPCPVSCEK |
|            |  |            |  |            |  |            |  |            |

A: Аланін

C: Цистеїн

D: Аспарагінова кислота

E: Глутамінова кислота

F: Фенілаланін

G: Гліцин

H: Гістидин

I: Ізолейцин

K: Лізин

L: Лейцин

M: Метіонін

N: Аспарагін

P: Пролін

Q: Глутамін

R: Аргінін

S: Серин

T: Треонін

V: Валін

W: Триптофан

Задіяний у таких біологічних процесах, як ацетилювання, альтернативний сплайсинг. 